# 池永玄太郎
池永 玄太郎（いけなが げんたろう、1997年1月27日 - ）は、ジャパンラグビーリーグワン東芝ブレイブルーパス東京に所属するラグビーユニオンの選手。

## プロフィール
- 大阪府大阪市出身。
- ポジションはセンター(CTB)。
- 身長 181 cm、体重 100 kg

## 略歴
2015年、上宮太子高校卒業後、天理大学に入学。
2018年、天理大学ラグビー部の副将に就任した。
2019年、天理大学卒業後、神戸製鋼コベルコスティーラーズ（現・コベルコ神戸製鋼スティーラーズ）に加入。
2022年4月23日に行われたJAPAN RUGBY LEAGUE ONE第14節スピアーズ船橋・東京ベイ戦にて途中出場で公式戦初出場を果たした。
2024年8月、東芝ブレイブルーパス東京に加入。